# Desa Weninggalih (administrativ by i Indonesien, lat -6,46, long 107,10)
Desa Weninggalih är en administrativ by i Indonesien.   Den ligger i provinsen Jawa Barat, i den västra delen av landet, 40 km sydost om huvudstaden Jakarta.